# Aérodrome de Lycksele
L'aérodrome de Lycksele (code IATA : LYC • code OACI : ESNL) est un aéroport régional à Lycksele, dans le nord de la Suède.

## Situation

### Carte des aéroports de Suède
| \| 50 km1:2 974 000 \| Montagnes · Sälen Ängelholm–Helsingborg Åre Östersund Arvidsjaur Borlänge Gällivare Göteborg-Landvetter Hagfors Halmstad Hemavan Tärnaby Jönköping Kalmar Karlstad Kiruna Kramfors-Sollefteå Linköping Luleå Lycksele Malmö Mora-Siljan Norrköping Örnsköldsvik Örebro Pajala Ronneby Skellefteå Stockholm-Arlanda Stockholm-Bromma Stockholm-Skavsta Stockholm-Västerås Sundsvall-Timrå Sveg Torsby Trollhättan–Vänersborg Umeå Växjö Vilhelmina Visby |
| 50 km1:2 974 000 |

## Statistiques
Pour des raisons techniques, il est temporairement impossible d'afficher le graphique qui aurait dû être présenté ici.

Voir la requête brute et les sources sur Wikidata.

## Compagnies aériennes et destinations
| Compagnies   | Destinations                  |
| ------------ | ----------------------------- |
| Amapola Flyg | Stockholm-Arlanda, Vilhelmina |

Actualisé le 27/02/2023